# Zasań
Zasań – wieś w Polsce położona w województwie małopolskim, w powiecie myślenickim, w gminie Myślenice. W latach 1975–1998 miejscowość administracyjnie należała do województwa krakowskiego.

## Położenie geograficzne
Zasań graniczy z: Trzemeśnią, Lipnikiem, Kornatką, (Burletką), Glichowem. Położona jest u podnóża Kamiennika Północnego na południu i Pasma Glichowca na północy, na granicy dwóch mezoregionów: Beskidu Wyspowego i Pogórza Wiśnickiego. Płynie przez nią potok Zasanka uchodzący do Trzemeśnianki. Przez Zasań biegnie żółty szlak do Dobczyc albo w drugą stronę przez Kamiennik Południowy na Suchą Polanę.

## Części wsi
| SIMC    | Nazwa            | Rodzaj    |
| ------- | ---------------- | --------- |
| 0328462 | Dział            | część wsi |
| 0328479 | Pałki            | część wsi |
| 0328485 | Pod Kamiennikiem | część wsi |
| 0328491 | Potok            | część wsi |

## Opis miejscowości
Nazwa wsi wywodzi się z dawnej istniejącej na tym terenie huty szkła. W Zasani znajduje się szkoła podstawowa, którą zmodernizowano ze względu na zły stan techniczny. Obok "starej" szkoły powstała nowa szkoła, do której aktualnie uczęszczają dzieci.
Do czasu wykształcenia się w XVII w. oddzielnej wsi Zasań, okolica ta wraz z hutą leżała na obszarze Trzemeśni. W 1426 r. huta była własnością Birowy z Banowic, który połowę jej darował bratankowi, Marcinowi z Przybenic. Huta szkła (wówczas w Trzemeśni) w ciągu XV w. wzmiankowana była wielokrotnie przy okazji różnych transakcji, ale dopiero w 1498 r. po raz pierwszy (ze znanych dokumentów) podano jej nazwę – Huta Vitraes Zassanka. Jej właścicielem był mistrz Jakub. Odtąd Huta Zasańska występowała już często w dokumentach. Następca Jakuba, również Jakub Zasański, wzmiankowany był w latach 1507 i 1514. Na przełomie XVI i XVII w. hutę posiadał Stanisław Wieruski, który w latach 1608–1609 toczył o nią spór z Kasperem Jordanem. Były to ostatnie znane nam wiadomości o Zasańskiej hucie. Dokładnie nie wiadomo, w którym miejscu ona się znajdowała, ale prawdopodobnie tam właśnie wykształcił się dwór lub folwark, a w pobliżu na wyrębach leśnych rozwinęła się chaotyczna i rozproszona zabudowa wiejska. Pierwsza wiadomość o samej wsi Zasań pochodzi dopiero z 1675 r. Prawdopodobnie niewiele wcześniej wyodrębniono ją z Trzemeśni. Potem dobra ziemskie w Zasani znów przeszły w ręce prywatne.